# 피쉬 탱크
《피쉬 탱크》(영어: Fish Tank)는 2009년 개봉한 영국의 드라마 영화이다.

## 줄거리
15살 미아는 이스트런던 공영 주택 단지에서 엄마, 동생 타일러와 살고 있다. 또래 집단에서 유리됐으며 불안정한 미아는 홀로 힙합 댄스를 추곤 한다. 어느 날 엄마가 잘생기고 매력 있는 새 남자친구를 데려온다.

## 출연진
- 케이티 자비스 - 미아 윌리엄스 역
- 키어스턴 웨어링 - 조앤 윌리엄스 역: 엄마.
- 마이클 패스벤더 - 코너 오라일리 역: 엄마의 새 남자친구.
- 리베카 그리피스 - 타일러 윌리엄스 역: 동생.
- 해리 트레더웨이 - 빌리 역: 여행객 야영지에 머무는 미아의 새 친구.